# Парентино, Бернардо
Бернардо Парентино (1450—1500) — итальянский художник эпохи Ренессанса. В основном работал в Падуе.

## Биография
Родился в городе Паренцо, принадлежащем венецианской республике и находящимся на побережье полуострова Истрия. Там же, вероятнее всего, получил начальное образование. Умер в городе Виченца. Испытал сильное влияние, а возможно и был учеником Андреа Мантеньи. Также художник известен под именами Бернардо Паренцано, Бернардо да Паренцо, Бернардино Парентино. Ошибочно отождествлялся с августинским монахом Лоренцо.

## Творчество
Бернардо Парентино написал Сцены жизни святого Бенедикта для монастыря святой Жустины в Падуе и Рождество, которое находится в галерее Академии в Венеции. Также он создал Искушение святого Антония — ряд связанных общей темой картин, которые находятся в галерее Дориа-Памфили. Ему принадлежит также работа Поклонение волхвов. Для манеры художника характерно сильное внимание к деталям.